# Pablo Fornals
Pablo Fornals Malla (Castellón de la Plana, 22 febbraio 1996) è un calciatore spagnolo, centrocampista del Betis.

## Caratteristiche tecniche
È un centrocampista centrale, molto dotato tecnicamente e soprattutto è duttile tatticamente, può agire in qualsiasi ruolo della zona mediana, giocando spesso come trequartista, possiede un buon tiro dalla distanza, ed è abile negli inserimenti senza palla.

## Carriera

### Club

#### Gli inizi
Cresce calcisticamente dal 2003 al 2008 nelle giovanili del Villarreal, per poi militare dal 2008 al 2012 nel Castellón. Dal 2012 al 2014 ha giocato per le giovanili del Málaga, dove debutta in prima squadra il 26 settembre 2015 giocando da titolare nella partita di Liga BBVA in casa del Real Madrid. Il 28 novembre seguente, segna la sua prima rete con le Acciughe nel 2-2 interno contro il Granada. Nella stagione successiva, il 4 dicembre 2016 segna una doppietta nel 2-2 in trasferta contro il Valencia totalizza globalmente in due anni con la società andalusa, 63 presenze segnando 7 reti.

#### Ritorno al Villarreal
Il 24 luglio 2017 viene ingaggiato dal Villarreal per 12 milioni, ovvero il valore della clausola rescissoria del calciatore, facendo così ritorno dopo nove anni nella società del Sottomarino Giallo firmando un contratto fino al giugno 2022. Il 17 dicembre seguente, segna la rete decisiva nella trasferta di Vigo vinta 1-0 contro il Celta Vigo. Si ripete il 13 gennaio 2018 segnando in trasferta al Stadio Santiago Bernabéu la rete decisiva nella vittoria dei gialli per 1-0.

#### Passaggio al West Ham Utd
Il 14 giugno 2019 passa al West Ham per 24 milioni di sterline, firmando un contratto per cinque stagioni, con l'opzione per un'ulteriore Il 28 dicembre dello stesso anno, sigla la sua prima rete in Premier League con la maglia degli Hammers nella partita interna persa per 2-1 contro il Leicester City.

### Nazionale
Il 28 marzo 2016 debutta con la nazionale Under-21 spagnola, in un'amichevole disputata contro i pari età della Norvegia dove gioca da titolare tutti e 90 i minuti. Nel maggio seguente, viene convocato per la prima volta nella nazionale maggiore dal CT. Vicente del Bosque per un'amichevole contro la Bosnia. Il 29 maggio fa il suo esordio con la Roja entrando all'83ºesimo al posto di Mikel San José. Nel giugno 2019 viene convocato per l'Europeo Under-21 in Italia, dove il 19 giugno, va a segno, nella seconda gara del torneo, risultando decisivo e siglando la rete della vittoria nella partita vinta per 2-1 dalla Roja, contro il Belgio.
L'8 settembre 2021 realizza la sua prima rete in nazionale maggiore nel successo per 0-2 contro il Kosovo.

## Statistiche

### Presenze e reti nei club
Statistiche aggiornate al 16 maggio 2024.
| Stagione          | Squadra           | Campionato        | Campionato | Campionato | Coppe nazionali | Coppe nazionali | Coppe nazionali | Coppe continentali | Coppe continentali | Coppe continentali | Altre coppe | Altre coppe | Altre coppe | Totale | Totale | Totale |
| Stagione          | Squadra           | Comp              | Pres       | Reti       | Comp            | Pres            | Reti            | Comp               | Pres               | Reti               | Comp        | Pres        | Reti        | Pres   | Reti   |        |
| ----------------- | ----------------- | ----------------- | ---------- | ---------- | --------------- | --------------- | --------------- | ------------------ | ------------------ | ------------------ | ----------- | ----------- | ----------- | ------ | ------ | ------ |
| 2015-2016         | Málaga B          | TD                | 38+2       | 12         | -               | -               | -               | -                  | -                  | -                  | -           | -           | -           | 40     | 12     |        |
| 2015-2016         | Málaga            | PD                | 27         | 1          | CR              | 2               | 0               | -                  | -                  | -                  | -           | -           | -           | 29     | 1      |        |
| 2016-2017         | Málaga            | PD                | 32         | 6          | CR              | 2               | 0               | -                  | -                  | -                  | -           | -           | -           | 34     | 6      |        |
| Totale Malaga     | Totale Malaga     | Totale Malaga     | 59         | 7          |                 | 4               | 0               |                    | -                  | -                  |             | -           | -           | 63     | 7      |        |
| 2017-2018         | Villarreal        | PD                | 35         | 3          | CR              | 4               | 0               | UEL                | 7                  | 1                  | -           | -           | -           | 46     | 4      |        |
| 2018-2019         | Villarreal        | PD                | 35         | 2          | CR              | 3               | 0               | UEL                | 12                 | 3                  | -           | -           | -           | 50     | 5      |        |
| Totale Villarreal | Totale Villarreal | Totale Villarreal | 70         | 5          |                 | 7               | 0               |                    | 19                 | 4                  |             | -           | -           | 96     | 9      |        |
| 2019-2020         | West Ham          | PL                | 36         | 2          | FACup+CdL       | 2+2             | 1+1             | -                  | -                  | -                  | -           | -           | -           | 40     | 4      |        |
| 2020-2021         | West Ham          | PL                | 33         | 5          | FACup+CdL       | 3+0             | 1+0             | -                  | -                  | -                  | -           | -           | -           | 36     | 6      |        |
| 2021-2022         | West Ham          | PL                | 36         | 6          | FACup+CdL       | 3+3             | 0+0             | UEL                | 12                 | 0                  | -           | -           | -           | 54     | 6      |        |
| 2022-2023         | West Ham          | PL                | 32         | 3          | FACup+CDL       | 3+1             | 0+1             | UECL               | 14                 | 2                  | -           | -           | -           | 50     | 7      |        |
| 2023- feb. 2024   | West Ham          | PL                | 15         | 0          | FACup+CdL       | 1+2             | 0+0             | UEL                | 5                  | 0                  | -           | -           | -           | 23     | 0      |        |
| Totale West Ham   | Totale West Ham   | Totale West Ham   | 152        | 16         |                 | 20              | 4               |                    | 31                 | 2                  |             | -           | -           | 203    | 23     |        |
| feb.-giu. 2024    | Betis             | PD                | 14         | 3          | CR              | 0               | 0               | UEL+UECL           | 0+0                | 0+0                | -           | -           | -           | 14     | 3      |        |
| Totale carriera   | Totale carriera   | Totale carriera   | 335        | 43         |                 | 31              | 5               |                    | 50                 | 6                  | -           | -           | -           | 416    | 55     |        |

### Cronologia presenze e reti in nazionale24
| Cronologia completa delle presenze e delle reti in nazionale ― Spagna | Cronologia completa delle presenze e delle reti in nazionale ― Spagna | Cronologia completa delle presenze e delle reti in nazionale ― Spagna | Cronologia completa delle presenze e delle reti in nazionale ― Spagna | Cronologia completa delle presenze e delle reti in nazionale ― Spagna | Cronologia completa delle presenze e delle reti in nazionale ― Spagna | Cronologia completa delle presenze e delle reti in nazionale ― Spagna | Cronologia completa delle presenze e delle reti in nazionale ― Spagna |
| Data                                                                  | Città                                                                 | In casa                                                               | Risultato                                                             | Ospiti                                                                | Competizione                                                          | Reti                                                                  | Note                                                                  |
| --------------------------------------------------------------------- | --------------------------------------------------------------------- | --------------------------------------------------------------------- | --------------------------------------------------------------------- | --------------------------------------------------------------------- | --------------------------------------------------------------------- | --------------------------------------------------------------------- | --------------------------------------------------------------------- |
| 29-5-2016                                                             | San Gallo                                                             | Spagna                                                                | 3 – 1                                                                 | Bosnia ed Erzegovina                                                  | Amichevole                                                            | -                                                                     | 83’                                                                   |
| 18-11-2018                                                            | Las Palmas                                                            | Spagna                                                                | 1 – 0                                                                 | Bosnia ed Erzegovina                                                  | Amichevole                                                            | -                                                                     | 64’                                                                   |
| 5-9-2021                                                              | Badajoz                                                               | Spagna                                                                | 4 – 0                                                                 | Georgia                                                               | Qual. Mondiali 2022                                                   | -                                                                     | 60’                                                                   |
| 8-9-2021                                                              | Pristina                                                              | Kosovo                                                                | 0 – 2                                                                 | Spagna                                                                | Qual. Mondiali 2022                                                   | 1                                                                     | 58’                                                                   |
| 10-10-2021                                                            | Milano                                                                | Spagna                                                                | 1 – 2                                                                 | Francia                                                               | UEFA Nations League 2020-2021 - Finale                                | -                                                                     | 84’                                                                   |
| 11-11-2021                                                            | Atene                                                                 | Grecia                                                                | 0 – 1                                                                 | Spagna                                                                | Qual. Mondiali 2022                                                   | -                                                                     | 65’                                                                   |
| Totale                                                                |                                                                       | Presenze                                                              | 6                                                                     |                                                                       | Reti                                                                  | 1                                                                     |                                                                       |

| Cronologia completa delle presenze e delle reti in nazionale ― Spagna under 21 | Cronologia completa delle presenze e delle reti in nazionale ― Spagna under 21 | Cronologia completa delle presenze e delle reti in nazionale ― Spagna under 21 | Cronologia completa delle presenze e delle reti in nazionale ― Spagna under 21 | Cronologia completa delle presenze e delle reti in nazionale ― Spagna under 21 | Cronologia completa delle presenze e delle reti in nazionale ― Spagna under 21 | Cronologia completa delle presenze e delle reti in nazionale ― Spagna under 21 | Cronologia completa delle presenze e delle reti in nazionale ― Spagna under 21 |
| Data                                                                           | Città                                                                          | In casa                                                                        | Risultato                                                                      | Ospiti                                                                         | Competizione                                                                   | Reti                                                                           | Note                                                                           |
| ------------------------------------------------------------------------------ | ------------------------------------------------------------------------------ | ------------------------------------------------------------------------------ | ------------------------------------------------------------------------------ | ------------------------------------------------------------------------------ | ------------------------------------------------------------------------------ | ------------------------------------------------------------------------------ | ------------------------------------------------------------------------------ |
| 28-3-2016                                                                      | Murcia                                                                         | Spagna under 21                                                                | 1 – 0                                                                          | Norvegia under 21                                                              | Amichevole                                                                     | -                                                                              |                                                                                |
| 1-9-2017                                                                       | Toledo                                                                         | Spagna under 21                                                                | 3 – 0                                                                          | Italia under 21                                                                | Amichevole                                                                     | -                                                                              | 46’                                                                            |
| 10-10-2017                                                                     | Poprad                                                                         | Slovacchia under 21                                                            | 1 – 4                                                                          | Spagna under 21                                                                | Qual. Europeo Under-21 2019                                                    | -                                                                              | 76’                                                                            |
| 9-11-2017                                                                      | Murcia                                                                         | Spagna under 21                                                                | 1 – 0                                                                          | Israele under 21                                                               | Qual. Europeo Under-21 2019                                                    | -                                                                              | 90+1’                                                                          |
| 14-11-2017                                                                     | Cartagena                                                                      | Spagna under 21                                                                | 5 – 1                                                                          | Slovacchia under 21                                                            | Qual. Europeo Under-21 2019                                                    | -                                                                              | 83’                                                                            |
| 22-3-2018                                                                      | Portadown                                                                      | Irlanda del Nord under 21                                                      | 3 – 5                                                                          | Spagna under 21                                                                | Qual. Europeo Under-21 2019                                                    | -                                                                              | 76’                                                                            |
| 6-9-2018                                                                       | Cordova                                                                        | Spagna under 21                                                                | 3 – 0                                                                          | Albania under 21                                                               | Qual. Europeo Under-21 2019                                                    | -                                                                              |                                                                                |
| 11-9-2018                                                                      | Cordova                                                                        | Spagna under 21                                                                | 1 – 2                                                                          | Irlanda del Nord under 21                                                      | Qual. Europeo Under-21 2019                                                    | -                                                                              | 68’                                                                            |
| 11-10-2018                                                                     | Tirana                                                                         | Albania under 21                                                               | 0 – 1                                                                          | Spagna under 21                                                                | Qual. Europeo Under-21 2019                                                    | -                                                                              | 54’                                                                            |
| 16-10-2018                                                                     | Reykjavík                                                                      | Islanda under 21                                                               | 2 – 7                                                                          | Spagna under 21                                                                | Qual. Europeo Under-21 2019                                                    | -                                                                              | 58’                                                                            |
| 21-3-2019                                                                      | Granada                                                                        | Spagna under 21                                                                | 1 – 0                                                                          | Romania under 21                                                               | Amichevole                                                                     | -                                                                              | 67’                                                                            |
| 25-3-2019                                                                      | Algeciras                                                                      | Spagna under 21                                                                | 3 – 0                                                                          | Austria under 21                                                               | Amichevole                                                                     | -                                                                              | 81’                                                                            |
| 16-6-2019                                                                      | Bologna                                                                        | Italia under 21                                                                | 3 – 1                                                                          | Spagna under 21                                                                | Europeo Under-21 2019 - 1º turno                                               | -                                                                              | 67’                                                                            |
| 19-6-2019                                                                      | Reggio Emilia                                                                  | Spagna under 21                                                                | 2 – 1                                                                          | Belgio under 21                                                                | Europeo Under-21 2019 - 1º turno                                               | 1                                                                              | 46’                                                                            |
| 22-6-2019                                                                      | Bologna                                                                        | Spagna under 21                                                                | 5 – 0                                                                          | Polonia under 21                                                               | Europeo Under-21 2019 - 1º turno                                               | 1                                                                              |                                                                                |
| 27-6-2019                                                                      | Reggio Emilia                                                                  | Spagna under 21                                                                | 4 – 1                                                                          | Francia under 21                                                               | Europeo Under-21 2019 - Semifinale                                             | -                                                                              |                                                                                |
| 30-6-2019                                                                      | Udine                                                                          | Spagna under 21                                                                | 2 – 1                                                                          | Germania under 21                                                              | Europeo Under-21 2019 - Finale                                                 | -                                                                              | 72’                                                                            |
| Totale                                                                         |                                                                                | Presenze                                                                       | 17                                                                             |                                                                                | Reti                                                                           | 2                                                                              |                                                                                |

## Palmarès

### Club
- UEFA Conference League: 1

West Ham: 2022-2023

### Nazionale
- Campionato d'Europa Under-21: 1

Italia 2019